# Боу, Мэттью
Мэ́ттью Боу (англ. Matthew Bowe; род. 13 июня 1983, Барроу-ин-Фернесс, Камбрия) — британский тренер по плаванию и бывший пловец, специализировавшийся в баттерфляе.

## Биография
Боу вырос в деревне Сайлекрофт в графстве Камбрия. Он становился чемпионом Великобритании на дистанции 100 метров баттерфляем. В составе сборной Англии завоевал серебряную медаль в эстафете 4×100 метров комплексным плаванием на Играх Содружества 2006 в Мельбурне. В 2007 году представлял Великобританию на чемпионате мира, где занял пятое место в составе эстафетной команды. Учился в Лафборском университете и участвовал в двух Всемирных Универсиадах.
С 2013 года работает тренером по плаванию на уровне колледжей в США. В настоящее время занимает должность старшего помощника главного тренера мужской сборной Калифорнийского университета в Беркли. Ранее был старшим помощником главного тренера в Университете штата Огайо

## Известные ученики
- Хантер Армстронг — чемпион Олимпиады в Токио 2020 в эстафете 4×100 м комплексная, чемпион Олимпиады в Париже 2024 в эстафете 4×100 м вольный стиль, серебряный призёр Олимпиады в Париже 2024 в эстафете 4×100 м комплексная, многократный чемпион мира, экс-рекордсмен мира.